# Adenomera coca
Espèce
Synonymes
- Leptodactylus coca Angulo & Reichle, 2008

Statut de conservation UICN

 DD  : Données insuffisantes
Adenomera coca est une espèce d'amphibiens de la famille des Leptodactylidae.

## Répartition
Cette espèce est endémique de Bolivie. Elle se rencontre à 800 m d'altitude dans la province de Chapare dans le département de Cochabamba,.

## Publication originale
- Angulo & Reichle, 2008 : Acoustic signals, species diagnosis, and species concepts: the case of a new cryptic species of Leptodactylus (Amphibia, Anura, Leptodactylidae) from the Chapare region, Bolivia. Zoological Journal of the Linnean Society, vol. 152, no 1, p. 59-77